# Tim Bagley
Pour les articles homonymes, voir Bagley.
Tim Bagley est un acteur américain né le 17 août 1957 à Minneapolis dans le Minnesota.

## Biographie
Tim Bagley grandit à Madison et à Trempealeau dans le Wisconsin et à Niles dans le Michigan avec ses parents, Carol et Elwyn, et ses quatre frères et sœurs, Anne, Patrick, Kit et Dan. Puis, Tim déménage vers le sud de la Californie pour se produire avec le groupe vocal The Young Americans, et obtient un diplôme d'art et un degré de psychologie à l'université d'État de Californie à Fullerton.
Après le lycée, il trouve plusieurs emplois étonnants : maître d'hôtel au Manoir Playboy, danseur au côté de Mitzi Gaynor, cuisinier de Marlon Brando. Il travaille aussi un temps aux studios Paramount Pictures, puis comme lecteur dans un tribunal, etc.
En parallèle, il commence à suivre des cours de théâtre avec Gordon Hunt, Nina Foch, Howard Fine (en) et The Groundlings avec lesquels il a écrit et réalisé plusieurs pièces.
Plus tard, il rencontre Fern Champion et Mark Paladini qui lui donnent le rôle de Irv Ripley, le mécanicien dans The Mask (1994) avec Jim Carrey. Il continue sa carrière d'acteur avant tout à Hollywood, mais aussi à la télévision et sur scène. Il réside actuellement à Los Angeles.

## Filmographie

### Cinéma

#### Longs métrages
- 1992 : Hollywood Mistress (Mistress) de Barry Primus : L'étudiant en chant de Mitch
- 1994 : The Mask de Chuck Russell : Irv Ripley
- 1994 : The Crazysitter de Michael McDonald : Mr White
- 1998 : The Chosen One: Legend of the Raven de Lawrence Lanoff : Ricky Dean
- 1999 : Happy, Texas de Mark Illsley : David
- 1999 : Austin Powers 2 : L'Espion qui m'a tirée (Austin Powers: The Spy Who Shagged Me) de Jay Roach : Le père au barbecue
- 2001 : Fluffer (The Fluffer) de Richard Glatzer et Wash Westmoreland : Alan Dieser
- 2004 : Le Jour d'après (The Day After Tomorrow) de Roland Emmerich : Tommy
- 2006 : Employés modèles (Employee of the Month) Greg Coolidge : Glen Gary
- 2006 : Admis à tout prix (Accepted) de Steve Pink : Vice Principal Matthews
- 2006 : The Enigma with a Stigma de Rhett Smith : Maire Ken Polk
- 2007 : En cloque, mode d'emploi (Knocked Up) de Judd Apatow : Dr Pellegrino
- 2007 : Walk Hard: The Dewey Cox Story de Jake Kasdan : L'ingénieur
- 2009 : Finding Bliss de Julie Davis : Alan Balaban
- 2009 : Jesus People: The Movie de Jason Naumann : Rod Carmichael
- 2010 : Operation Endgame de Fouad Mikati : Carl
- 2012 : 40 ans : Mode d'emploi (This Is 40) de Judd Apatow : Dr Pellegrino
- 2014 : Blind Malice de Graham Streeter : Dr Haskin
- 2015 : Imperfect Sky de Graham Streeter : Karl
- 2017 : The Evil Within d'Andrew Getty : Pete
- 2018 : Fishbowl California de Michael A. MacRae : Woody
- 2019 : Nos vies après eux (Otherhood) de Cindy Chupack : Miles
- 2020 : Only Humans de Vanessa Knutsen : Dan
- 2023 : Howdy, Neighbor! d'Allisyn Snyder : Vell Cantrell

#### Courts métrages
- 1999 : Turkey Cake de Sean Whalen : Pete
- 2007 : Jesus People de Jason Naumann : Rod Carmichael
- 2007 : The Captain de Sean K. Lambert : Le capitaine
- 2007 : Goldfish de Joe Wein : Mr Jenkins
- 2009 : Wig de Todd Holland : Kent
- 2012 : Literally, Right Before Aaron de Ryan Eggold : Le père
- 2014 : Wish Wizard d'André Gordon : Mr Lewis
- 2015 : Cops and Robbers de Marco Ragozzino : Lance
- 2015 : Dead Lines de Marco Ragozzino : Vincent Crepleton
- 2016 : Closure de Wallace Langham : Scott

### Télévision

#### Séries télévisées
- 1993 : Coach : Cousin Roy
- 1993 : Daddy Dearest : Un prisonnier
- 1994 : Diagnostic : Meurtre (Diagnosis Murder) : L'interrogateur / Lance
- 1995 : Une nounou d'enfer (The Nanny) : Le steward
- 1995 : Seinfeld : Le manager
- 1995 - 1996 : Hope and Gloria : Ed
- 1996 : Troisième planète après le Soleil (3rd Rock from the Sun) : Franck
- 1996 : Wings : Luke
- 1997 : Urgences (ER) : Archie Papion
- 1997 : Ellen : Le fabricant de vin
- 1997 : Moloney : Collin
- 1997 : The Jeff Foxworthy Show : Un homme
- 1998 : L'Irrésistible Jack (The Closer) : Frère Xavier
- 1999 : X-Files  (The X-Files) : Gordy
- 1999 : Susan! : Don
- 2000 : Sabrina, l'apprentie sorcière (Sabrina, the Teenage Witch) : Mr Cornwallis
- 2000 : Larry et son nombril (Curb Your Enthusiasm) : Le vendeur de chaussures
- 2000 - 2005  / 2018 - 2020 : Will et Grace : Larry
- 2000 - 2001 : Strip Mall : Dwight
- 2001 : Dharma et Greg : Nelson
- 2001 : One on One : Le fantôme / Stuart
- 2002 : Totalement jumelles (So Little Time) : Mr Diamond
- 2002 : Pour le meilleur... ? (For Your Love) : Tim
- 2002 : V.I.P. : Renard Bouvoire
- 2002 : The Court : Greg Willis
- 2003 : Las Vegas : Stan Putasca
- 2003 : Pour le meilleur et pour le pire (Hidden Hills) : Steven Haley
- 2003 : Mad TV : Schnitzer
- 2003 : Wanda at Large : Bill
- 2003 - 2005 / 2007 : According to Jim : Tim Devlin
- 2004 : Sept à la maison (7th Heaven) : Le père de Vincent
- 2004 : Pilot Season : Jack Hiting
- 2004 : Wanda Does It : Tim Brewer
- 2004 - 2007 : Un gars du Queens (The King of Queens) : Neil / Glenn
- 2004 - 2009 : Monk : Harold J. Krenshaw
- 2005 : Joey : Leonard
- 2006 - 2007 : Help Me Help You : Pat Weiner
- 2006 - 2009 : 10 Items or Less : Don « The Bag » Bagley
- 2007 : Old Christine : Dr Mike
- 2007 : The Minor Accomplishments of Jackie Woodman : Dean
- 2008 : Desperate Housewives : Dr Wagner
- 2008 : Pushing Daisies : Colonel Likkin
- 2008 : Miss Guided : Peter
- 2008 - 2013 : Web Therapy : Richard Pratt
- 2009 : Southland : Stanley Sidelsky
- 2009 : Kath and Kim : Claude
- 2010 : Parents par accident (Accidentally on Purpose) : Gavin
- 2010 : Funny or Die Presents... : Mr Stern
- 2010 : True Jackson (True Jackson, VP) : Edward Wheeler
- 2010 - 2011 : $#*! My Dad Says : Tim
- 2010 - 2012 : Hot in Cleveland :
- 2011 : Shameless : Officier Mike
- 2011 : Love Bites : Dennis
- 2011 : Grimm : Le postier
- 2011 - 2014 : Web Therapy : Richard Pratt / Jacques Camos
- 2012 : Ben and Kate : Mr Caruthers
- 2012 : Shake It Up : Principal Rabinoff
- 2013 : 2 Broke Girls : Dennis Endicott
- 2013 : Wedding Band : Randy Lee
- 2013 : Happily Divorced : Michael
- 2013 : 1600 Penn : Mr Norgel
- 2013 : The League : Mr Browner
- 2013 : Anger Management : Zac
- 2013 : Trainers : Un client
- 2013 - 2014 : Quick Draw : Maire Edward C. Dodge
- 2014 : Dads : Ken
- 2014 : Bad Teacher : Greg
- 2014 : The Soul Man : Frederick
- 2014 : Mon comeback (The Comeback) : Frank
- 2014 : Young and Hungry : Le révérend
- 2014 : Kirstie : Un voleur
- 2014 / 2016 : You're the Worst : Un employé
- 2015 : Bad Judge : Roger
- 2015 : Workaholics : Scott
- 2015 : Cristela : Mr Lathrop
- 2015 : Transparent : Le wedding planer
- 2015 : Glee : Un enseignant
- 2015 : Episodes : Un homme
- 2015 : Mr Robinson : Superviseur Dalton
- 2015 : Your Family or Mine : L'infirmier
- 2015 - 2022 : Grace et Frankie : Peter
- 2016 : Baby Daddy : Stanley Dexenberry
- 2016 : New Girl : Lorne
- 2016 - 2019 : Teachers : Principal Toby Pearson
- 2018 : Au fil des jours (One Day at a Time) : Henry
- 2018 : Roseanne : Jonathan
- 2018 : Mike Tyson Mysteries : Le vieil homme (voix)
- 2019 : Grand Hotel : George
- 2019 : Raven : Juge Giovanni
- 2019 : Bless This Mess : Jimmy
- 2020 : Papa a un plan (Man with a Plan) : Arthur
- 2020 : AJ and the Queen : Lloyd Johnson
- 2020 : B Positive : Le minsitre
- 2021 : La Femme qui habitait en face de la fille à la fenêtre (The Woman in the House Across the Street from the Girl in the Window) : Un membre de l'école
- 2021 : Call Your Mother : Hank
- 2021 - 2022 : Call Me Kat : Wyatt
- 2021 - 2024 : The Great North : Principal Gibbons (voix)
- 2022 - 2023 : Killing It : Mr Franks
- 2023 : And Just Like That... : Greg
- 2023 : Americain de Chine (American Born Chinese) : John
- 2023 - 2024 : Somebody Somewhere : Brad Schraeder
- 2024 : Un couple parfait (The Perfect Couple) : Roger Pelton
- 2024 : Hacks : Reggie
- 2026 : Carrie